# Bandiere dello Stato italiano
Di seguito sono elencate tutte le bandiere istituzionali e militari degli Stati risorgimentali, del Regno d'Italia, della Repubblica Sociale Italiana e della Repubblica Italiana.

## Bandiere napoleoniche
Di seguito le bandiere di:
- Repubblica Cispadana
- Repubblica Transpadana
- Prima Repubblica Cisalpina
- Seconda Repubblica Lucchese
- Seconda Repubblica Cisalpina
- Repubblica Italiana
- Regno d'Italia

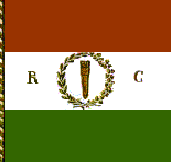
Bandiera della Repubblica Cispadana (dal 7 gennaio 1797 al 25 febbraio 1797)
Bandiera della Guardia Civica Modenese della Repubblica Cispadana (dal 7 gennaio 1797 al 29 giugno 1797)
Bandiera della Repubblica Cispadana (dal 25 febbraio 1797 al 29 giugno 1797)
Bandiera militare transpadana (dal 15 ottobre 1796 al 9 luglio 1797)
Bandiera della 1ª Repubblica Cisalpina (dal 29 giugno 1797 al 27 aprile 1799)
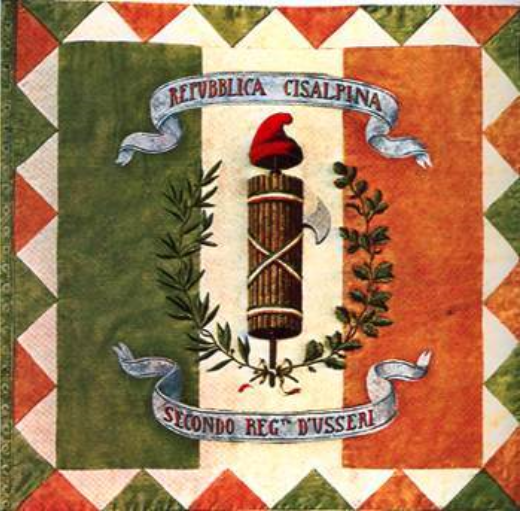
Bandiera del Secondo Reggimento d'Usseri della 1ª Repubblica Cisalpina (dal 10 giugno 1798 al 27 aprile 1799)
Bandiera della 2ª Repubblica Cisalpina (dal 9 febbraio 1801 al 26 gennaio 1802)
Bandiera della Repubblica Italiana (dal 26 gennaio 1802 al 20 agosto 1802)
Bandiera Nazionale e di Stato di terra (propriamente dei Forti) della Repubblica Italiana (dal 20 agosto 1802 al 18 marzo 1805)
Bandiera di mare della Repubblica Italiana (dal 20 agosto 1802 al 18 marzo 1805)
Bandiera del Regno d'Italia (dal 18 marzo 1805 al 26 aprile 1814)
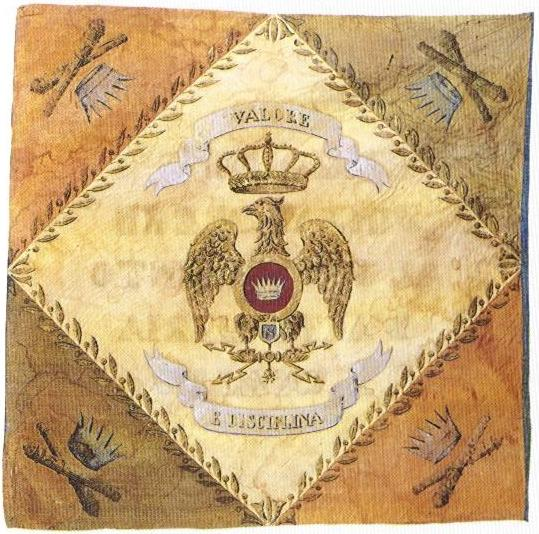
Bandiera (recto) del Reggimento d'Artiglieria a Cavallo del Regno d'Italia (dal 1813 al 26 aprile 1814)
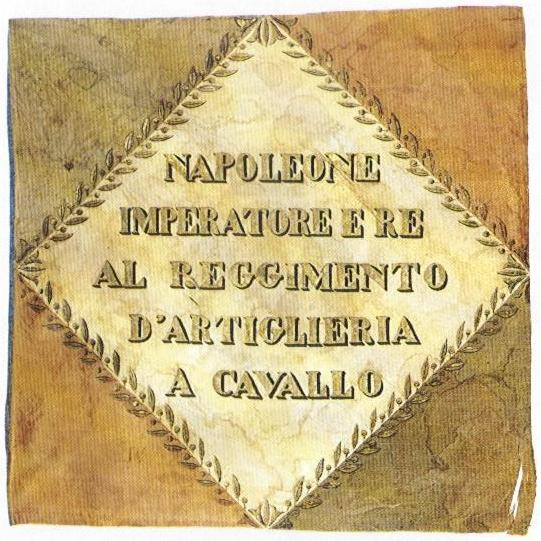
Bandiera (verso) del Reggimento d'Artiglieria a Cavallo del Regno d'Italia (dal 1813 al 26 aprile 1814)

## La Restaurazione
Con la rioccupazione austriaca, completata nel 1814 dal Bellegarde ai danni di Eugenio di Beauharnais, il tricolore italiano venne del tutto abbandonato, quale simbolo del trascorso regime napoleonico. Con esso, infatti, certamente si identificava. Così, il primo segnale pubblico delle intenzioni austriache di dissolvere l'esercito del Regno d'Italia consistette nel divieto, impartito dal Bellegarde il 13 giugno 1814, di indossare coccarde tricolori, evidentemente assai diffuse.
Con certezza Francesco II e Bellegarde erano piuttosto convinti che non fossero, nel frattempo, maturati altri legami. Nonostante una prima, assai pavida, riapparizione, nei moti dell'Emilia e della Romagna del 1831.

## Il Risorgimento
Bandiere dei moti del 1830-1831 
Di seguito le bandiere di:
- Stato delle Province Unite Italiane

Bandiera dello Stato delle Province Unite Italiane (dal 5 febbraio 1831 al 26 aprile 1831)

 Bandiere quarantottine 
Abbandonato per un'intera generazione, quasi d'improvviso il tricolore ricomparve un po' dappertutto in Italia, grossomodo a partire dalla fine del 1847. Nel Ducato di Lucca, ad esempio, esso riapparve una prima volta ai primi di settembre in mano a manifestanti che richiedevano al duca Carlo Lodovico di Borbone la concessione della Guardia Civica. Alcuni giorni più tardi il tricolore fu utilizzato nel Granducato di Toscana dai giovani della comunità israelitica di Livorno, poi anche a Firenze, dove comparve il 12 settembre accanto alla bandiera rossa e bianca del Granducato.
Semplicemente, esso veniva riconosciuto quale «la bandiera nazionale italiana» e i suoi colori erano «quei colori più simpatici al Popolo sotto i quali già combattono i nostri in Lombardia», come recita una petizione datata 17 aprile 1848 e sottoposta dalla guardia civica livornese in procinto di partire per il fronte.
Da lì in avanti fu un diluvio, seppur nella diversità delle fogge e degli stemmi distintivi: Milano combatté con esso le cinque giornate dal 18 marzo, Pio IX lo adottò il 18 marzo, Venezia il 22 marzo, Ferdinando II il 3 aprile (e sino al 19 maggio, poco oltre il colpo di Stato), Parma il 9 aprile, il Granducato di Toscana il 17 aprile, il Regno di Sardegna il 23 marzo, giusto il primo giorno della prima guerra di indipendenza. Al passaggio del Ticino Carlo Alberto lo consegnava ai reparti, mentre un proclama rivolto ai popoli del Lombardo-Veneto spiegava:
Popoli della Lombardia e della Venezia! Le nostre armi che già si concentravano sulla vostra frontiera quando voi anticipaste la liberazione della gloriosa Milano, vengono ora a porgervi nelle ulteriori prove quell'aiuto che il fratello aspetta dal fratello, dall'amico l'amico.
Seconderemo i vostri giusti desiderii, fidando in Dio, che è visibilmente con Noi, di quel Dio, che ha dato all'Italia Pio IX, di quel Dio, che con maravigliosi impulsi pose l'Italia in grado di fare da sé. E per viemmeglio dimostrare con segni esteriori il sentimento dell'unione italiana, vogliamo che le nostre truppe entrando nel territorio della Lombardia e della Venezia portino lo scudo di Savoia sovrapposto alla bandiera tricolore italiana.»
(Carlo Alberto di Savoia, proclama del 23 marzo 1848.)
Due tappezzieri realizzarono 70 vessilli con dimensioni da fanteria. I reparti che non ricevettero in tempo la nuova bandiera iniziarono la campagna del 1848 con la bandiera azzurra dei Savoia sulla quale venne applicato un nastro tricolore.
Di seguito le bandiere di:
- Regno di Sardegna
- Governo Centrale Provvisorio di Lombardia
- Repubblica di San Marco
- Granducato di Toscana
- Governo Provvisorio di Parma
- Governo Provvisorio di Modena
- Repubblica Romana
- Regno delle Due Sicilie
- Regno di Sicilia
- Città libere di Mentone e Roccabruna

(da definire) Bandiera del Regno di Sardegna, il Tricolore reca al centro lo stemma dei Savoia (dal 23 marzo 1848 al 15 aprile 1851)
(da definire) Bandiera del Governo Centrale Provvisorio di Lombardia, il Tricolore reca al centro la frase «Italia libera Dio lo vuole» (dall'8 aprile 1848 al 2 agosto 1848)
(da definire) Bandiera della Repubblica di San Marco, il Tricolore reca in alto presso l'asta il leone di San Marco (dal 1848 al 1849)
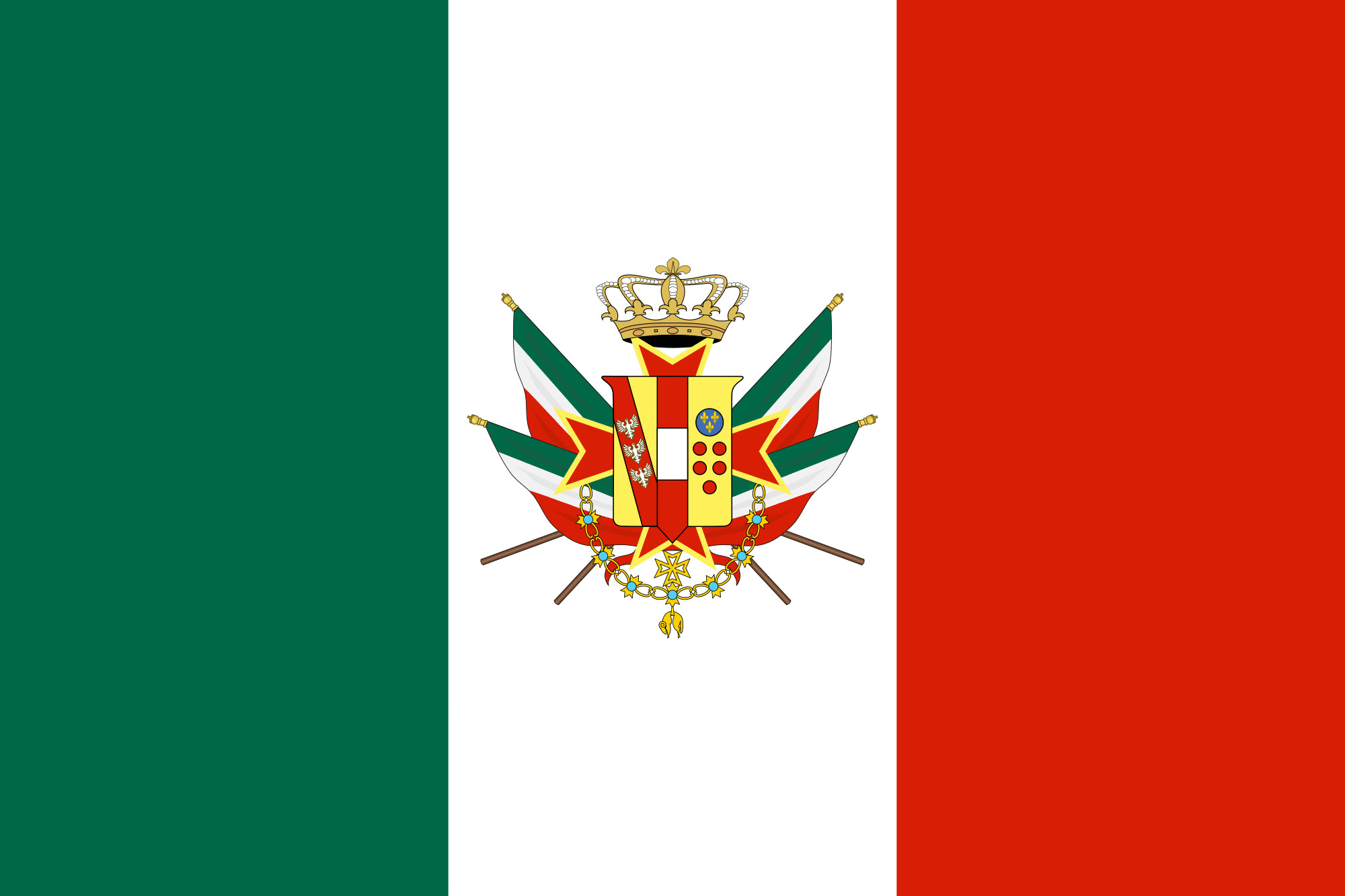
(da definire) Bandiera del Granducato di Toscana, il Tricolore reca al centro lo stemma degli Asburgo-Lorena (dal 17 aprile 1848 al 27 gennaio 1849)
Bandiera del Governo Provvisorio di Parma (dal 21 marzo 1848 al 16 agosto 1848)
Bandiera del Governo Provvisorio di Modena (dal 21 marzo 1848 al 16 agosto 1848)
Bandiera della Repubblica Romana, il tricolore reca al centro la frase «Dio e Popolo.», secondo il modello del Museo del Risorgimento di Milano[2] (dal 12 febbraio 1849 al 15 luglio 1849)
Bandiera della Guardia Civica Romana della Repubblica Romana, il Tricolore reca al centro l'acronimo RR che sta per Repubblica Romana (dal 12 febbraio 1849 al 15 luglio 1849)
Bandiera del Regno delle Due Sicilie, la tradizionale bandiera bianca reca al centro lo stemma dei Borbone cui è aggiunto un bordo rosso e verde (dal 3 aprile 1848 al 19 maggio 1849)
(da definire) Bandiera del Regno di Sicilia, il Tricolore reca al centro lo stemma siciliano, la Triscele (dal 28 aprile 1848 al 15 maggio 1849)
(da definire) Bandiera delle Città libere di Mentone e Roccabruna (dal 21 marzo 1848 al 1º maggio 1849)
Bandiera del Regno di Sardegna, il Tricolore reca al centro lo stemma dei Savoia (dal 15 aprile 1851 al 17 marzo 1861)

 Bandiere dei governi provvisori della seconda guerra d'indipendenza e della spedizione dei Mille 
Di seguito le bandiere di:
- Governo Provvisorio Toscano
- Regno delle Due Sicilie

Bandiera del Governo Provvisorio Toscano (dall'11 maggio 1859 al 28 settembre 1859)
Bandiera del Governo Provvisorio Toscano (dal 29 settembre 1859 al 22 marzo 1860)
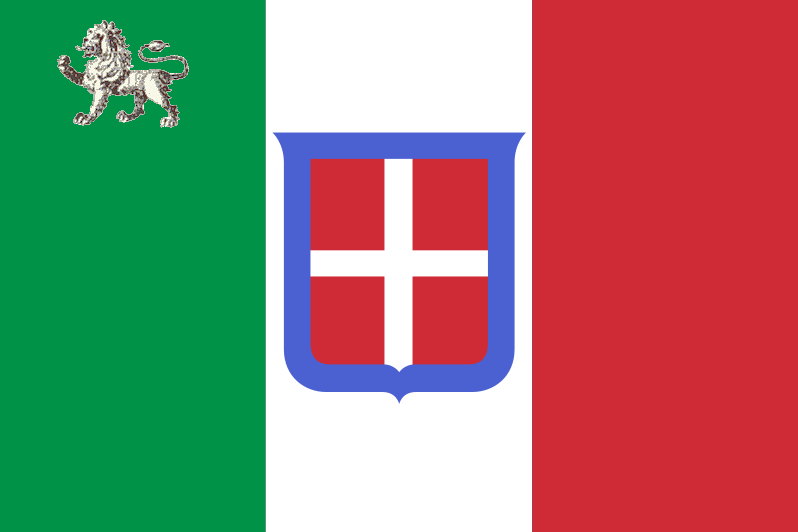
Bandiera di Stato (propriamente dei Consolati) e della Marina Mercantile del Governo Provvisorio Toscano (dal 29 settembre 1859 al 22 marzo 1860)
Bandiera Sensiglia del 15º Reggimento di Linea “Messapia” del Regno delle Due Sicilie, il Tricolore reca al centro la Croce del Sacro Militare Ordine Costantiniano di San Giorgio (dal 25 giugno 1860 al novembre 1860)
Bandiera del Regno delle Due Sicilie, il Tricolore reca al centro lo stemma dei Borbone di Napoli (dal 25 giugno 1860 al 20 marzo 1861)

## L'Italia unita

### Il Regno d'Italia
Questa bandiera, la stessa in vigore nel Regno di Sardegna dal 1848 al 1861, divenne la bandiera del Regno d'Italia a partire dal 14 marzo 1861, sebbene una legge che ne definisse la forma ufficiale sia arrivata solo nel 1923. Con essa si sancì che la Bandiera Nazionale era quella con lo stemma della Casa Savoia, mentre la Bandiera di Stato aveva lo stemma sormontato dalla Corona. Quest'ultima si utilizzava per residenze dei sovrani, sedi parlamentari, pubblici uffici e rappresentanze diplomatiche. La bandiera compariva anche nello Stemma del Regno d'Italia.

Bandiera nazionale e mercantile del Regno di Sardegna (1851-1861) e del Regno d'Italia (1861-1946)
Bandiera di stato del Regno di Sardegna (1851-1861) e del Regno d'Italia (1861-1946) per le residenze dei sovrani, sedi parlamentari, uffici e rappresentanze diplomatiche
Bandiera del Regio Esercito (1860-1946). Aveva dimensioni di 1,214 m × 1,214 m per la fanteria, mentre per la cavalleria 0,600 m × 0,600 m.

### La Repubblica Sociale Italiana
Lo Stato Nazionale Repubblicano, nato il 23 settembre 1943 ebbe una bandiera di fatto nel Tricolore italiano, che venne utilizzata fino al 30 novembre 1943, quando, il 1º dicembre 1943 furono ufficializzate la bandiera nazionale e la bandiera di combattimento per le Forze armate del nuovo Stato denominato Repubblica Sociale Italiana.
La bandiera di combattimento delle Forze armate della Repubblica Sociale Italiana fu cambiata il 6 maggio 1944.
La bandiera nazionale fu ammainata definitivamente il 25 aprile 1945, con lo scioglimento dal giuramento per militari e civili, quale ultimo atto del governo di Benito Mussolini, mentre la bandiera di combattimento fu ammainata ufficialmente il 3 maggio 1945 con la Resa di Caserta. Rimase ancora sporadicamente in uso sino al 17 maggio 1945, quando cessò le ostilità e si arrese l'ultimo reparto combattente della Repubblica Sociale Italiana, la Sezione di Artiglieria di Marina, dipendente dalla Batteria di Artiglieria di Marina della 1ª Divisione Atlantica Fucilieri di Marina, a Saint Nazaire, base navale per sottomarini tedeschi sull'estuario della Loira (Francia) - altro posizionamento alternativo era la Fortezza del Vallo Atlantico Gironde Mündung Süd a Pointe de Grave sull'estuario della Gironda (Francia).
L'aquila argentea fu il tradizionale simbolo dell'antica Repubblica romana mentre l'aquila aurea lo era dell'impero.
Il fascio littorio dorato è un antico simbolo romano che fu scelto da Benito Mussolini ad emblema ufficiale del fascismo. Il fascio intendeva rappresentare l'unità degli italiani (il fascio di verghe tenuto assieme), la libertà e l'autorità intesa come potere legale (in origine il fascio littorio era usato come insegna dai magistrati aventi iuris dictio, ovvero aventi potere di presiedere i processi, giudicare i casi e emettere le sentenze).

#### La bandiera nazionale
La bandiera nazionale della Repubblica Sociale Italiana fu ufficializzata da tre atti pubblici:
(Verbale del IV Consiglio dei Ministri dello Stato Nazionale Repubblicano del 24 novembre 1943 pubblicati come: Anonimo, Verbali del Consiglio dei Ministri della Repubblica Sociale Italiana settembre 1943 - aprile 1945, Archivio di Stato, Roma (2002) - Vol. I, pag. da 76 a 162.)
(Verbale del VI Consiglio dei Ministri della Repubblica Sociale Italiana dell'11 gennaio 1944 pubblicati come: Anonimo, Verbali del Consiglio dei Ministri della Repubblica Sociale Italiana settembre 1943 - aprile 1945, Archivio di Stato, Roma (2002) - Vol. I, pag. da 223 a 289.)
(Articolo n. 1 del decreto legislativo del Duce della Repubblica Sociale Italiana e Capo del governo n. 141 del 28 gennaio 1944 - XXII E.F. Foggia della bandiera nazionale e della bandiera di combattimento delle Forze Armate, pubblicato sulla Gazzetta Ufficiale d'Italia n. 107 del 6 maggio 1944 - XXII E.F.)

Bandiera dello Stato Nazionale Repubblicano (dal 23 settembre 1943 al 30 novembre 1943)
Bandiera nazionale della Repubblica Sociale Italiana (dal 1º dicembre 1943 al 25 aprile 1945)

#### La bandiera di combattimento
Le bandiere di combattimento delle Forze Armate della Repubblica Sociale Italiana furono ufficializzate da tre atti pubblici:
(Verbale del IV Consiglio dei Ministri dello Stato Nazionale Repubblicano del 24 novembre 1943 pubblicati come: Anonimo, Verbali del Consiglio dei Ministri della Repubblica Sociale Italiana settembre 1943 - aprile 1945, Archivio di Stato, Roma (2002) - vol. I, pagg. da 76 a 162.)
(Verbale del VI Consiglio dei Ministri della Repubblica Sociale Italiana dell'11 gennaio 1944 pubblicati come: Anonimo, Verbali del Consiglio dei Ministri della Repubblica Sociale Italiana settembre 1943 - aprile 1945, Archivio di Stato, Roma (2002) - Vol. I, pag. da 223 a 289.)
(Articolo n. 2 del Decreto legislativo del Duce della Repubblica Sociale Italiana e Capo del governo n. 141 del 28 gennaio 1944 - XXII E.F. Foggia della bandiera nazionale e della bandiera di combattimento delle Forze Armate, pubblicato sulla Gazzetta Ufficiale d'Italia n. 107 del 6 maggio 1944 - XXII E.F.)

Bandiera militare dello Stato Nazionale Repubblicano (dal 23 settembre 1943 al 30 novembre 1943)
Bandiera di combattimento per le forze armate della Repubblica Sociale Italiana (dal 1º dicembre 1943 al 5 maggio 1944)
Bandiera di combattimento delle forze armate della Repubblica Sociale Italiana (dal 6 maggio 1944 al 3 maggio 1945)

### Resistenza partigiana

Bandiera delle Formazioni Giustizia e Libertà (dal 5 settembre 1943 al 15 giugno 1945)
Bandiera del Comitato di Liberazione Nazionale (dal 9 settembre 1943 al 1947)
Bandiera del Comitato Toscano di Liberazione Nazionale (dal 9 settembre 1943 al 1947)
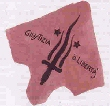
Bandiera delle Brigate Giustizia e Libertà (dal 31 ottobre 1943 al 15 giugno 1945)
Bandiera delle Brigate Garibaldi (dal 20 settembre 1943 al 15 giugno 1945)
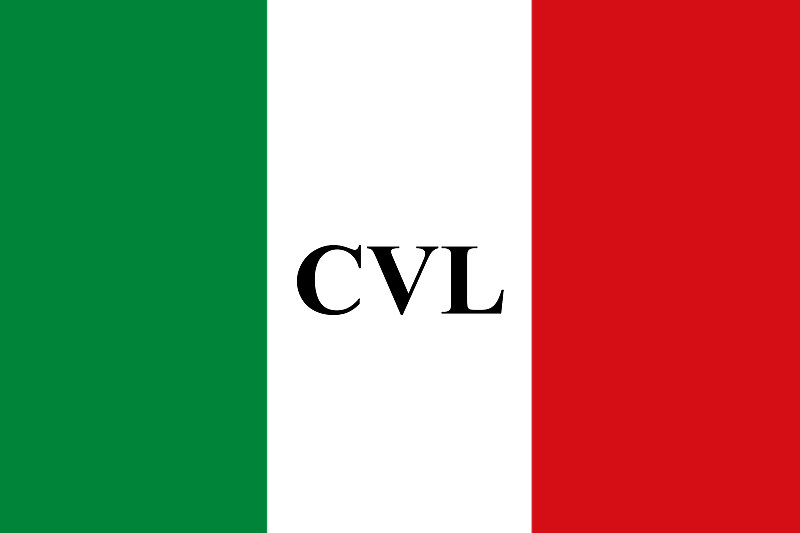
Bandiera del Corpo Volontari per la Libertà (dal 9 gennaio 1944 al 15 giugno 1945)
Bandiera della 63ª Brigata Garibaldi "Bolero" (dalla primavera 1944 al 15 giugno 1945)
Bandiera della Repubblica partigiana dell'Ossola usata secondo Giorgio Bocca (dal 9 settembre 1944 al 23 ottobre 1944)
Ricostruzione della bandiera delle Brigate azzurre della Repubblica partigiana dell'Ossola (dal 9 settembre 1944 al 23 ottobre 1944)
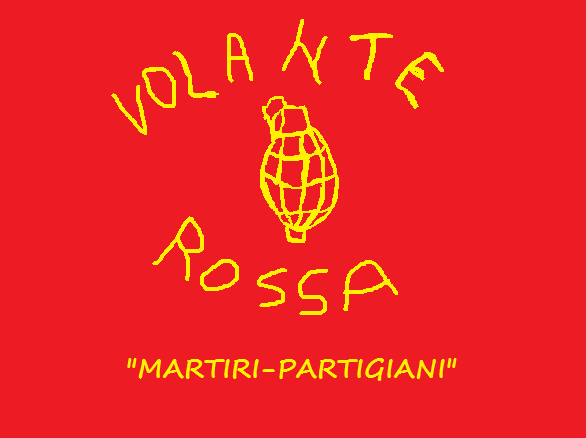
Bandiera della Volante Rossa "Martiri Partigiani" (dal maggio 1945 al febbraio 1949)

### La Repubblica Italiana
Dopo la fine della seconda guerra mondiale e la proclamazione della Repubblica Italiana in seguito al referendum istituzionale del 1946, la bandiera italiana perde lo stemma di Casa Savoia e assume la foggia odierna. L'importanza di questo passaggio è testimoniata dall'inserimento nella Costituzione di un articolo - il 12 - compreso tra i principi fondamentali ad essa dedicato: «La bandiera della Repubblica è il tricolore italiano: verde, bianco e rosso, a tre bande verticali di eguali dimensioni».

Bandiera della Repubblica Italiana (1946-2003)
Bandiera italiana (2003-2006)
Bandiera italiana dal 2006
Bandiera verticale italiana (dal 1946)

## Altre bandiere

### Insegne del Capo dello Stato

#### Insegne reali
Il re del Regno di Sardegna prima e poi del Regno d'Italia aveva un suo proprio stendardo reale:

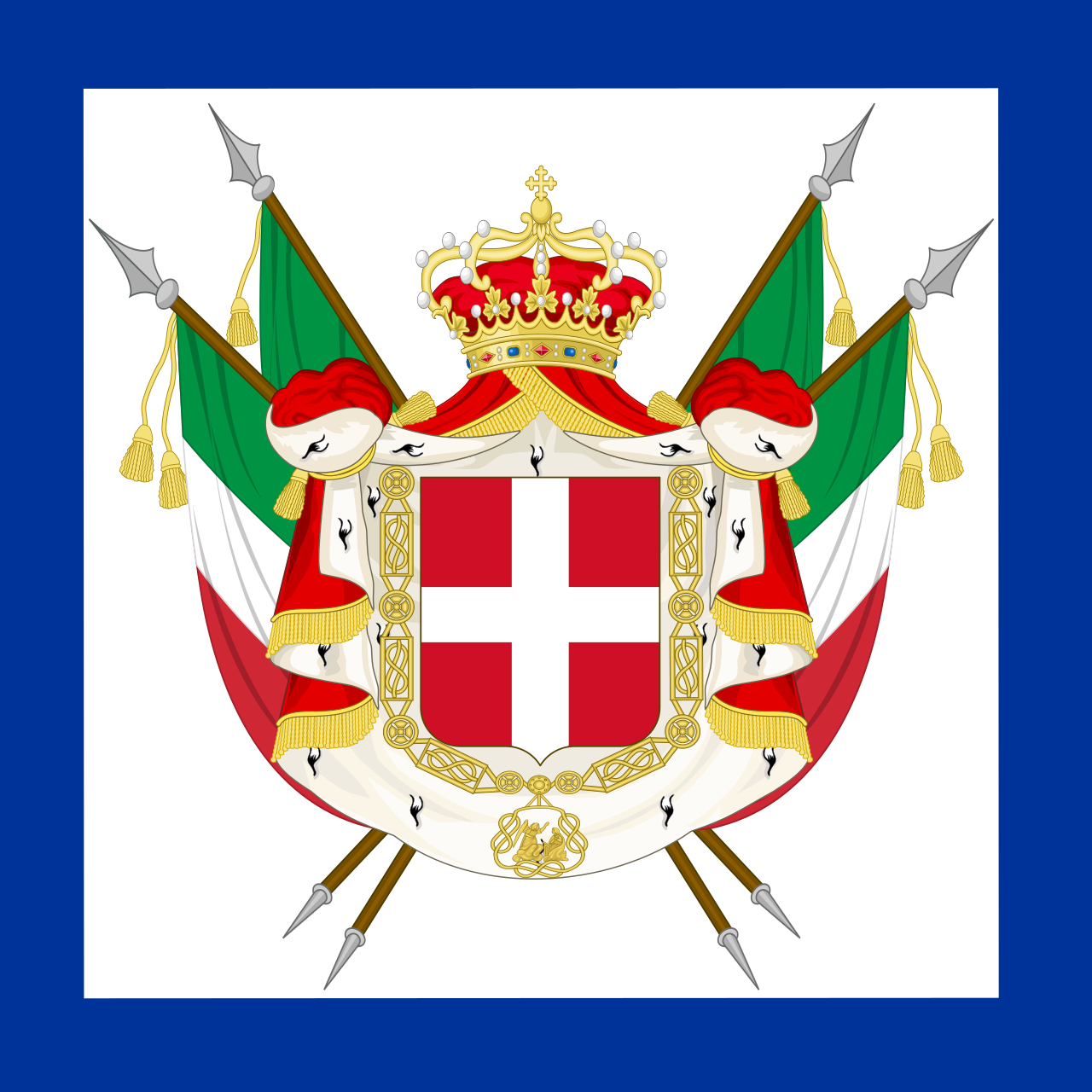
Stendardo reale del Regno di Sardegna (15 aprile 1848 - 16 marzo 1861)
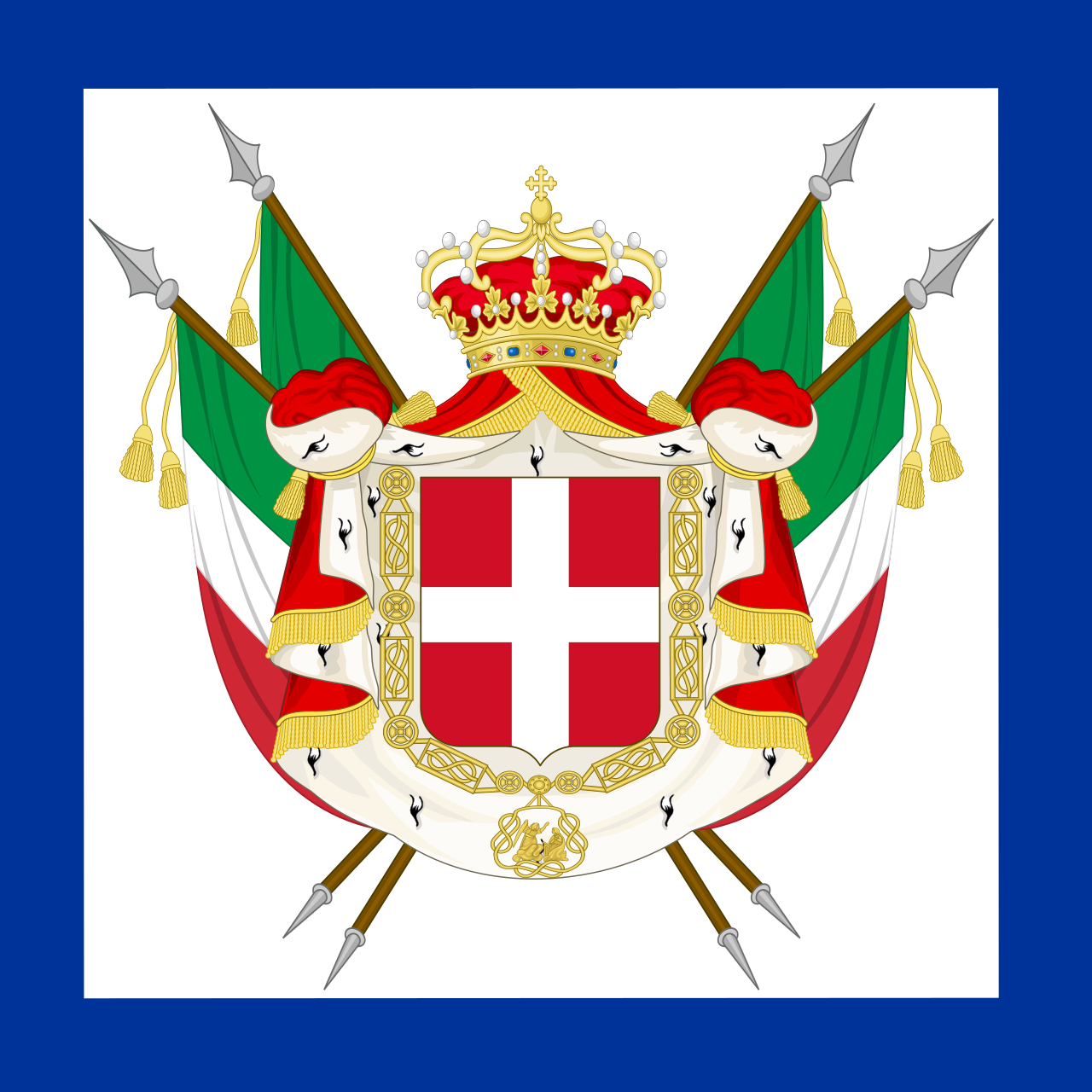
Stendardo reale del Regno d'Italia (17 marzo 1861 - 27 novembre 1880)
Stendardo reale del Regno d'Italia (28 novembre 1880 - 18 giugno 1946)

#### Insegne presidenziali
Il presidente della Repubblica Italiana ha un suo proprio stendardo:

Proposta stendardo presidenziale (mod. 1965) della Repubblica Italiana (1965 - 21 settembre 1965)
Primo stendardo presidenziale (mod. 1965) della Repubblica Italiana (22 settembre 1965 - 21 marzo 1990)
Secondo stendardo presidenziale (mod. 1990) della Repubblica Italiana (22 marzo 1990 - 28 giugno 1992)
Terzo stendardo presidenziale (mod. 1992) della Repubblica Italiana (29 giugno 1992 - 15 ottobre 2000)
Quarto stendardo presidenziale (mod. 2000) della Repubblica Italiana (14 ottobre 2000 - oggi)

Anche il Presidente emerito della Repubblica Italiana ha un suo proprio stendardo:

Stendardo del presidente emerito (mod. 2001) della Repubblica Italiana (22 maggio 2001 - oggi)

### Insegne delle alte cariche dello stato
Con la Circolare del 1º dicembre 1925, il Presidente del Consiglio dei ministri del Regno d'Italia, Benito Mussolini, dispose che il fascio littorio venisse collocato su tutti gli edifici ministeriali.
Successivamente con il regio decreto 12 dicembre 1926, n. 2061 (pubblicato sulla Gazzetta Ufficiale del Regno d'Italia n. 288 del 15 dicembre 1926), convertito con la legge 9 giugno 1927, n. 928 (pubblicata sulla Gazzetta Ufficiale del Regno d'Italia n. 140 del 18 giugno 1927), il fascio littorio veniva dichiarato emblema dello Stato.
Una prima volta nel 2001 e poi dal 17 luglio 2008, il presidente del Consiglio Silvio Berlusconi, ha adottato anche lo stendardo insegna personale della carica di presidente del Consiglio dei ministri della Repubblica Italiana:
(Comunicato stampa «Esiste lo stendardo del presidente del Consiglio» del 22 luglio 2008 sul sito ufficiale www.governoinforma.it)
C'è da notare, però, che, proprio nella sua inaugurazione, lo stendardo insegna del presidente del Consiglio dei ministri fu esposto in maniera errata (Foto n. 1, n. 2): bandiera italiana, stendardo del presidente del Consiglio dei ministri e bandiera europea, anziché bandiera europea, bandiera italiana e stendardo del presidente del Consiglio dei ministri; lo stendardo, inoltre, doveva essere delle stesse dimensioni delle bandiere italiana ed europea.
Il 23 aprile 2002 è stata istituita, con decreto, la bandiera distintiva del ministro della Difesa, a firma dell'allora capo del dicastero Antonio Martino. La bandiera è caratterizzata dai simboli delle quattro forze armate italiane (esercito, aeronautica, marina e carabinieri) con al centro la stella d'Italia.
Esiste infine la bandiera distintiva del Presidente del Senato e del Presidente della Camera. Tuttavia, per stessa ammissione del Cerimoniale del Senato della Repubblica, tale bandiera è ormai caduta in disuso ed è oggi normalmente rimpiazzata, per i due Presidenti, da due bandiere blu con al centro i rispettivi loghi delle due Camere in oro.

Stendardo ed insegna distintiva del Capo del Governo Primo Ministro Segretario di Stato del Regno d'Italia (mod. 1927) (18 giugno 1927 - 25 luglio 1943)
Stendardo ed insegna distintiva del Presidente del Consiglio dei ministri della Repubblica Italiana (mod. 2008) (17 luglio 2008 - oggi)
Bandiera distintiva del ministro della Difesa della Repubblica Italiana (23 aprile 2002 - oggi)
Bandiera distintiva del Presidente del Senato, del Presidente della Camera e delle relative deputazioni

### Insegne dei governatori coloniali italiani

Stendardo ed insegna distintiva dei Governatori di Colonia del Regno d'Italia.
Stendardo ed insegna distintiva dei Viceré d'Etiopia del Regno d'Italia (1938-1941).
Stendardo ed insegna distintiva dei Luogotenenti generali in Albania del Regno d'Italia (1939-1943).

### Bandiere navali
Sulle navi, imbarcazioni e natanti ci sono quattro tipi di bandiere, ognuna con un significato particolare:

#### Bandiera navale o di navigazione
La bandiera navale, detta anche bandiera di navigazione, (), è il simbolo, espresso in mare, della Patria e della sovranità e dell'autorità della Nazione di armamento del bastimento ed è alzata, in navigazione, all'asta di poppa (per tutte le unità da diporto a motore), al picco dell'albero poppiero o alla sagola esterna dritta della crocetta principale dell'albero unico (per le unità militari e per le unità a vela con albero unico armato a sloop), ai due terzi della balumina della randa (per le unità a vela), sul picco o sull'albero poppiero (per le unità a vela fornite di picco o a più alberi) mentre sull'asta all'estrema poppa solo all'ancora o all'ormeggio. Talvolta la bandiera navale viene alzata all'asta di poppa in occasione di cerimonie, oppure di ingresso o uscita dai porti (in particolare all'estero).
Il primo Tricolore inalberato sul mare fu stabilito con il regio decreto del Regno di Sardegna del 15 aprile 1848, che così recitava:
(regio decreto del Regno di Sardegna del 15 aprile 1848)
Con l'avvento della forma repubblicana, a seguito del referendum istituzionale, venne soppresso lo stemma sabaudo caricato nel drappo di bianco del tricolore, con il Decreto Legislativo del Presidente del Consiglio dei Ministri 19 giugno 1946, n. 1, che all'art. 8 così recitava:
(Art. n. 8 del D.Lgs.P. 19 giugno 1946, n. 1)
Nel 1947 oltre alla bandiera nazionale vennero definite anche le bandiere usate dalla Marina Militare e della Marina mercantile: il Tricolore con uno stemma sulla banda bianca. Lo stemma fu introdotto per distinguere le navi italiane da quelle messicane dato che all'epoca il paese americano batteva una bandiera che era appunto un puro tricolore senza simboli. Il decreto legislativo del Capo provvisorio dello Stato 9 novembre 1947, n. 1305, così recita:
(decreto legislativo del Capo provvisorio dello Stato 9 novembre 1947, n. 1305, pubblicato sulla Gazzetta Ufficiale della Repubblica Italiana n. 275 del 29 novembre 1947)
Di questa bandiera navale ne esistono di tre tipi:
- bandiera navale mercantile () per la Marina mercantile, commerciale, peschereccia, da trasporto e compresi le navi, le imbarcazioni e i natanti da diporto; l'ultima versione fu istituita con il decreto legislativo del Capo provvisorio dello Stato 9 novembre 1947, n. 1305, ed è costituita dal tricolore italiano caricato al centro della banda bianca dell'emblema araldico della Marina mercantile rappresentante in quattro parti gli stemmi delle repubbliche marinare (Venezia, Genova, Pisa, Amalfi), senza corona turrita e rostrata, e con il leone di san Marco con il libro, anziché con spada:

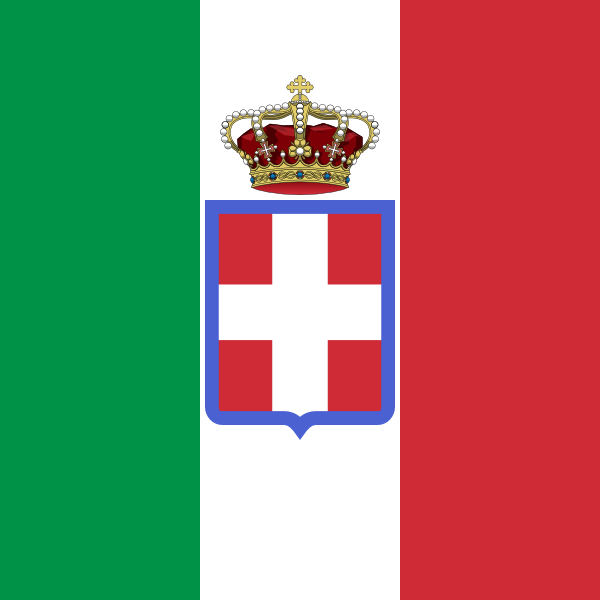
Bandiera navale e di navigazione militare per la Regia Marina e per le componenti navali delle altre Forze Armate, dei Corpi Militarmente Organizzati, delle Forze di Polizia del Regno di Sardegna (15 aprile 1848 - 1º maggio 1851)
Bandiera navale e di navigazione militare per la Regia Marina e per le componenti navali delle altre Forze Armate, dei Corpi Militarmente Organizzati, delle Forze di Polizia del Regno di Sardegna (2 maggio 1851 - 16 marzo 1861)
Bandiera navale e di navigazione militare per la Regia Marina e per le componenti navali delle altre Forze Armate, dei Corpi Militarmente Organizzati, delle Forze di Polizia del Regno d'Italia (17 marzo 1861 - 4 giugno 1944)
Bandiera navale e di navigazione militare per la Regia Marina e per le componenti navali delle altre Forze Armate, dei Corpi Militarmente Organizzati, delle Forze di Polizia del Regno d'Italia (periodo luogotenenziale) (5 giugno 1944 - 9 maggio 1946)
Bandiera navale e di navigazione militare per la Regia Marina e per le componenti navali delle altre Forze Armate, dei Corpi Militarmente Organizzati, delle Forze di Polizia del Regno d'Italia (10 maggio 1946 - 11 giugno 1946)
Bandiera navale e di navigazione militare per la Marina militare e per le componenti navali delle altre Forze Armate, dei Corpi Militarmente Organizzati, delle Forze di Polizia e del Corpo Nazionale dei Vigili del Fuoco della Repubblica Italiana (12 giugno 1946 - 19 giugno 1946)
Bandiera navale e di navigazione militare per la Marina militare e per le componenti navali delle altre Forze Armate, dei Corpi Militarmente Organizzati, delle Forze di Polizia e del Corpo Nazionale dei Vigili del Fuoco della Repubblica Italiana (19 giugno 1946 - 29 novembre 1947)
Bandiera navale e di navigazione militare per la Marina militare e per le componenti navali delle altre Forze Armate, dei Corpi Militarmente Organizzati, delle Forze di Polizia e del Corpo Nazionale dei Vigili del Fuoco della Repubblica Italiana (30 novembre 1947 - 15 dicembre 2012)
Bandiera navale e di navigazione militare per la Marina militare e per le componenti navali delle altre Forze Armate, dei Corpi Militarmente Organizzati, delle Forze di Polizia e del Corpo Nazionale dei Vigili del Fuoco della Repubblica Italiana (16 dicembre 2012 - oggi)

Bandiera navale e di navigazione mercantile per la Marina mercantile, commerciale, peschereccia, da trasporto e compresi le navi, le imbarcazioni e i natanti da diporto del Regno di Sardegna (15 aprile 1848 - 1º maggio 1851)
Bandiera navale e di navigazione mercantile per la Marina mercantile, commerciale, peschereccia, da trasporto e compresi le navi, le imbarcazioni e i natanti da diporto del Regno di Sardegna (2 maggio 1851 - 16 marzo 1861)
Bandiera navale e di navigazione mercantile per la Marina mercantile, commerciale, peschereccia, da trasporto e compresi le navi, le imbarcazioni e i natanti da diporto del Regno d'Italia (17 marzo 1861 - 11 giugno 1946)
Bandiera navale e di navigazione mercantile per la Marina mercantile, commerciale, peschereccia, da trasporto e compresi le navi, le imbarcazioni e i natanti da diporto della Repubblica Italiana (12 giugno 1946 - 19 giugno 1946)
Bandiera navale e di navigazione mercantile per la Marina mercantile, commerciale, peschereccia, da trasporto e compresi le navi, le imbarcazioni e i natanti da diporto della Repubblica Italiana (19 giugno 1946 - 29 novembre 1947)
Bandiera navale e di navigazione mercantile per la Marina mercantile, commerciale, peschereccia, da trasporto e compresi le navi, le imbarcazioni e i natanti da diporto della Repubblica Italiana (30 novembre 1947 - oggi)

- bandiera navale di Stato () per il naviglio, navi, galleggianti, unità e mezzi navali delle amministrazioni dello Stato adibite a servizio governativo non commerciale il cui personale non è ad ordinamento militare dell'Italia; l'ultima versione fu istituita con la legge 24 ottobre 2003, n. 321, ed è costituita dal tricolore italiano caricato al centro della banda bianca dell'emblema della Repubblica Italiana:

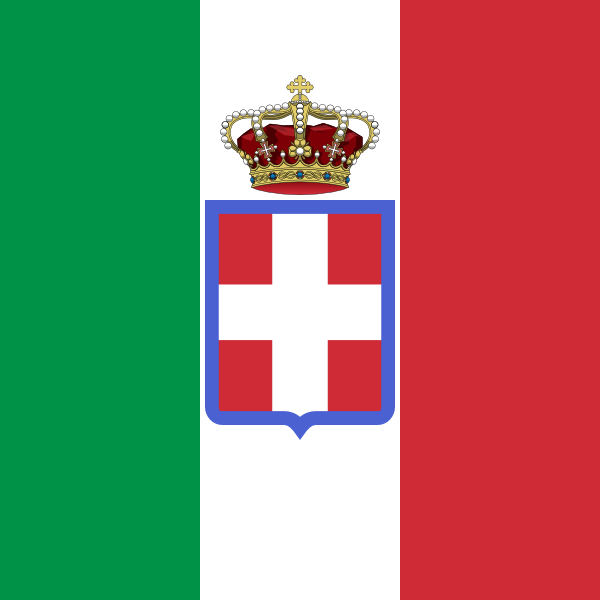
Bandiera navale e di navigazione di Stato per il naviglio, navi, galleggianti, unità e mezzi navali delle amministrazioni dello Stato adibite a servizio governativo non commerciale il cui personale non è ad ordinamento militare del Regno di Sardegna (15 aprile 1848 - 1º maggio 1851)
Bandiera navale e di navigazione di Stato per il naviglio, navi, galleggianti, unità e mezzi navali delle amministrazioni dello Stato adibite a servizio governativo non commerciale il cui personale non è ad ordinamento militare del Regno di Sardegna (2 maggio 1851 - 16 marzo 1861)
Bandiera navale e di navigazione di Stato per il naviglio, navi, galleggianti, unità e mezzi navali delle amministrazioni dello Stato adibite a servizio governativo non commerciale il cui personale non è ad ordinamento militare del Regno d'Italia (17 marzo 1861 - 4 giugno 1944)
Bandiera navale e di navigazione di Stato per il naviglio, navi, galleggianti, unità e mezzi navali delle amministrazioni dello Stato adibite a servizio governativo non commerciale il cui personale non è ad ordinamento militare del Regno d'Italia (periodo luogotenenziale) (5 giugno 1944 - 9 maggio 1946)
Bandiera navale e di navigazione di Stato per il naviglio, navi, galleggianti, unità e mezzi navali delle amministrazioni dello Stato adibite a servizio governativo non commerciale il cui personale non è ad ordinamento militare del Regno d'Italia (10 maggio 1946 - 11 giugno 1946)
Bandiera navale e di navigazione di Stato per il naviglio, navi, galleggianti, unità e mezzi navali delle amministrazioni dello Stato adibite a servizio governativo non commerciale il cui personale non è ad ordinamento militare della Repubblica Italiana (12 giugno 1946 - 18 giugno 1946)
Bandiera navale e di navigazione di Stato per il naviglio, navi, galleggianti, unità e mezzi navali delle amministrazioni dello Stato adibite a servizio governativo non commerciale il cui personale non è ad ordinamento militare della Repubblica Italiana (19 giugno 1946 - 29 novembre 1947)
Bandiera navale e di navigazione di Stato per il naviglio, navi, galleggianti, unità e mezzi navali delle amministrazioni dello Stato adibite a servizio governativo non commerciale il cui personale non è ad ordinamento militare della Repubblica Italiana (30 novembre 1947 - 23 ottobre 2003)
Bandiera navale e di navigazione di Stato per il naviglio, navi, galleggianti, unità e mezzi navali delle amministrazioni dello Stato adibite a servizio governativo non commerciale il cui personale non è ad ordinamento militare della Repubblica Italiana (24 ottobre 2003 - oggi)

DPR n. 90/2010 - Art. 289 Bandiera e distintivi
1. Le unità e i mezzi navali iscritti nel Registro inalberano la bandiera nazionale costituita dal tricolore italiano, caricato al centro della fascia bianca dell'emblema dello Stato, di cui al decreto legislativo 5 maggio 1948, n. 535, conforme al modello risultante dall'Allegato A di cui all'art. 291.
2. Il naviglio di cui al comma 1 può essere contraddistinto da eventuali distintivi speciali previsti dall'ordinamento delle amministrazioni di appartenenza.
3. Le disposizioni di cui al presente articolo si applicano, con modalità da stabilirsi con decreti delle amministrazioni interessate, anche al naviglio in dotazione alle Forze di polizia non iscritto nel registro.

- bandiera navale militare () per la Marina militare e per le componenti navali delle altre Forze Armate, dei Corpi Militarmente Organizzati, delle Forze di Polizia e del Corpo Nazionale dei Vigili del Fuoco; l'ultima versione fu istituita con il decreto legislativo del Capo provvisorio dello Stato n. 1305 del 9 novembre 1947, ed è costituita dal tricolore italiano caricato al centro della banda bianca dell'emblema araldico della Marina militare, rappresentante in quattro parti gli stemmi delle repubbliche marinare (Venezia, Genova, Pisa, Amalfi), e sormontata da una corona turrita e rostrata:

- Bandiera navale e di navigazione militare per la Regia Marina e per le componenti navali delle altre Forze Armate, dei Corpi Militarmente Organizzati, delle Forze di Polizia del Regno di Sardegna
(15 aprile 1848 - 1º maggio 1851)
- Bandiera navale e di navigazione militare per la Regia Marina e per le componenti navali delle altre Forze Armate, dei Corpi Militarmente Organizzati, delle Forze di Polizia del Regno di Sardegna
(2 maggio 1851 - 16 marzo 1861)
- Bandiera navale e di navigazione militare per la Regia Marina e per le componenti navali delle altre Forze Armate, dei Corpi Militarmente Organizzati, delle Forze di Polizia del Regno d'Italia
(17 marzo 1861 - 4 giugno 1944)
- Bandiera navale e di navigazione militare per la Regia Marina e per le componenti navali delle altre Forze Armate, dei Corpi Militarmente Organizzati, delle Forze di Polizia del Regno d'Italia (periodo luogotenenziale)
(5 giugno 1944 - 9 maggio 1946)
- Bandiera navale e di navigazione militare per la Regia Marina e per le componenti navali delle altre Forze Armate, dei Corpi Militarmente Organizzati, delle Forze di Polizia del Regno d'Italia
(10 maggio 1946 - 11 giugno 1946)
- Bandiera navale e di navigazione militare per la Marina militare e per le componenti navali delle altre Forze Armate, dei Corpi Militarmente Organizzati, delle Forze di Polizia e del Corpo Nazionale dei Vigili del Fuoco della Repubblica Italiana
(12 giugno 1946 - 19 giugno 1946)
- Bandiera navale e di navigazione militare per la Marina militare e per le componenti navali delle altre Forze Armate, dei Corpi Militarmente Organizzati, delle Forze di Polizia e del Corpo Nazionale dei Vigili del Fuoco della Repubblica Italiana
(19 giugno 1946 - 29 novembre 1947)
- Bandiera navale e di navigazione militare per la Marina militare e per le componenti navali delle altre Forze Armate, dei Corpi Militarmente Organizzati, delle Forze di Polizia e del Corpo Nazionale dei Vigili del Fuoco della Repubblica Italiana
(30 novembre 1947 - 15 dicembre 2012)
- Bandiera navale e di navigazione militare per la Marina militare e per le componenti navali delle altre Forze Armate, dei Corpi Militarmente Organizzati, delle Forze di Polizia e del Corpo Nazionale dei Vigili del Fuoco della Repubblica Italiana
(16 dicembre 2012 - oggi)

#### Bandiera di bompresso
La bandiera di bompresso, in inglese navy jack, (), è quella che le navi da guerra in armamento, quando ci si trova in un porto o si sta uscendo o entrando in esso e quando sono all'ancora alla fonda in rada, alzano ad un'asta verticale all'estremità della prora (albero di bompresso) e si alza e si ammaina contemporaneamente bandiera navale e di navigazione, è issata in navigazione solo se la nave issa il gran pavese.
Di questa bandiera di bompresso ne esistono di due tipi:
- bandiera di bompresso mercantile e di Stato (), che può sostituire il pallone di fonda prescritto per i bastimenti mercantili, per la Marina mercantile, commerciale, peschereccia, da trasporto e compresi le navi, le imbarcazioni e i natanti da diporto e per il naviglio, navi, galleggianti, unità e mezzi navali delle amministrazioni dello Stato adibite a servizio governativo non commerciale il cui personale non è ad ordinamento militare dell'Italia; l'ultima versione fu istituita con il decreto legislativo del Capo provvisorio dello Stato n. 1305 del 9 novembre 1947, ed è costituita dall'emblema araldico della Marina mercantile, rappresentante in quattro parti gli stemmi delle repubbliche marinare (Venezia, Genova, Pisa, Amalfi), senza corona turrita e rostrata, e con il leone di san Marco con il libro, anziché con spada:

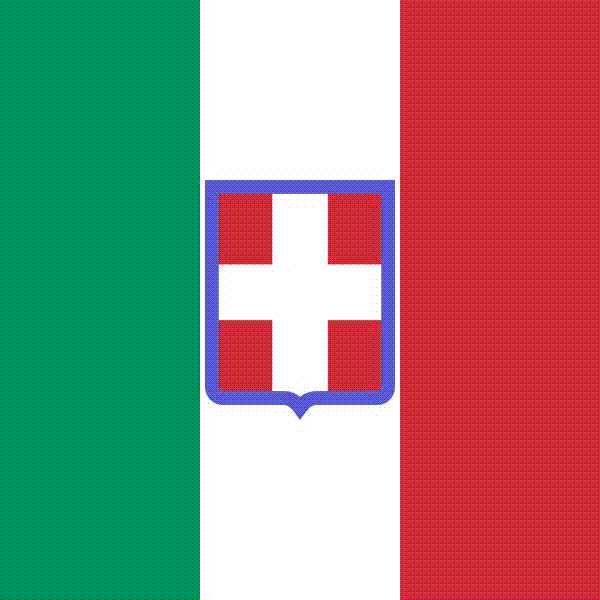
Bandiera di bompresso mercantile e di Stato per la Marina mercantile, commerciale, peschereccia, da trasporto e compresi le navi, le imbarcazioni e i natanti da diporto e per il naviglio, navi, galleggianti, unità e mezzi navali delle amministrazioni dello Stato adibite a servizio governativo non commerciale il cui personale non è ad ordinamento militare del Regno di Sardegna (15 aprile 1848 - 1º maggio 1851)
Bandiera di bompresso mercantile e di Stato per la Marina mercantile, commerciale, peschereccia, da trasporto e compresi le navi, le imbarcazioni e i natanti da diporto e per il naviglio, navi, galleggianti, unità e mezzi navali delle amministrazioni dello Stato adibite a servizio governativo non commerciale il cui personale non è ad ordinamento militare del Regno di Sardegna (2 maggio 1851 - 16 marzo 1861)
Bandiera di bompresso mercantile e di Stato per la Marina mercantile, commerciale, peschereccia, da trasporto e compresi le navi, le imbarcazioni e i natanti da diporto e per il naviglio, navi, galleggianti, unità e mezzi navali delle amministrazioni dello Stato adibite a servizio governativo non commerciale il cui personale non è ad ordinamento militare del Regno d'Italia (17 marzo 1861 - 21 aprile 1879)
Bandiera di bompresso mercantile e di Stato per la Marina mercantile, commerciale, peschereccia, da trasporto e compresi le navi, le imbarcazioni e i natanti da diporto e per il naviglio, navi, galleggianti, unità e mezzi navali delle amministrazioni dello Stato adibite a servizio governativo non commerciale il cui personale non è ad ordinamento militare del Regno d'Italia (22 aprile 1879 - 10 giugno 1893)
Bandiera di bompresso mercantile e di Stato per la Marina mercantile, commerciale, peschereccia, da trasporto e compresi le navi, le imbarcazioni e i natanti da diporto e per il naviglio, navi, galleggianti, unità e mezzi navali delle amministrazioni dello Stato adibite a servizio governativo non commerciale il cui personale non è ad ordinamento militare del Regno d'Italia (11 giugno 1893 - 11 giugno 1946)
Bandiera di bompresso mercantile e di Stato per la Marina mercantile, commerciale, peschereccia, da trasporto e compresi le navi, le imbarcazioni e i natanti da diporto e per il naviglio, navi, galleggianti, unità e mezzi navali delle amministrazioni dello Stato adibite a servizio governativo non commerciale il cui personale non è ad ordinamento militare della Repubblica Italiana (12 giugno 1946 - 19 giugno 1946)
Bandiera di bompresso mercantile e di Stato per la Marina mercantile, commerciale, peschereccia, da trasporto e compresi le navi, le imbarcazioni e i natanti da diporto e per il naviglio, navi, galleggianti, unità e mezzi navali delle amministrazioni dello Stato adibite a servizio governativo non commerciale il cui personale non è ad ordinamento militare della Repubblica Italiana (19 giugno 1946 - 29 novembre 1947)
Bandiera di bompresso mercantile e di Stato (recto) per la Marina mercantile, commerciale, peschereccia, da trasporto e compresi le navi, le imbarcazioni e i natanti da diporto e per il naviglio, navi, galleggianti, unità e mezzi navali delle amministrazioni dello Stato adibite a servizio governativo non commerciale il cui personale non è ad ordinamento militare della Repubblica Italiana (30 novembre 1947 - oggi)

- bandiera di bompresso militare () per la Marina militare e per le componenti navali delle altre Forze Armate, dei Corpi Militarmente Organizzati, delle Forze di Polizia e del Corpo Nazionale dei Vigili del Fuoco. Le unità militari quando danno fondo, effettuano il cambio bandiera, alzano, cioè, all'asta di prua (bompresso) la bandiera di bompresso e procedono contemporaneamente ad ammainare la bandiera navale di navigazione ed alzare la bandiera di porto all'asta di poppa. Le moderne unità militari portaeromobili, siano esse tuttoponte o dotate solo di ponte di volo poppiero, alzano la bandiera di bompresso in posizione di navigazione anche in porto, quando hanno in corso o in programmazione attività di volo. L'ultima versione fu istituita con il decreto legislativo del Capo provvisorio dello Stato n. 1305 del 9 novembre 1947, ed è costituita dall'emblema araldico della Marina militare, rappresentante in quattro parti gli stemmi delle repubbliche marinare (Venezia, Genova, Pisa, Amalfi), e sormontata da una corona turrita e rostrata:

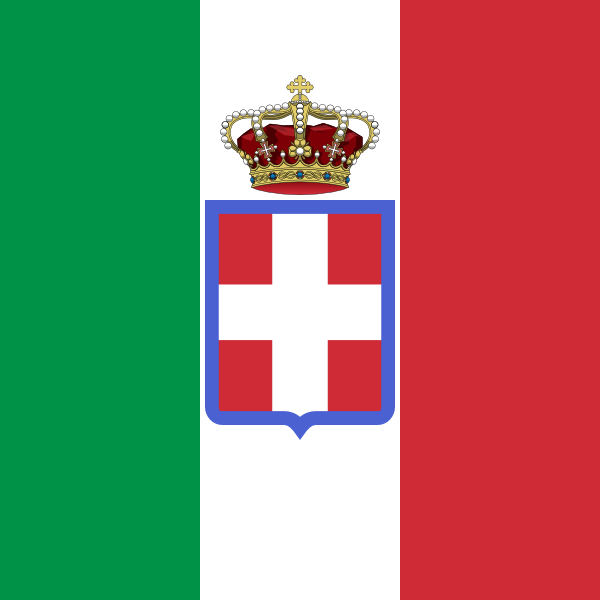
Bandiera di bompresso militare per la Regia Marina e per le componenti navali delle altre Forze Armate, dei Corpi Militarmente Organizzati, delle Forze di Polizia del Regno di Sardegna (15 aprile 1848 - 1º maggio 1851)
Bandiera di bompresso militare per la Regia Marina e per le componenti navali delle altre Forze Armate, dei Corpi Militarmente Organizzati, delle Forze di Polizia del Regno di Sardegna (2 maggio 1851 - 16 marzo 1861)
Bandiera di bompresso militare per la Regia Marina e per le componenti navali delle altre Forze Armate, dei Corpi Militarmente Organizzati, delle Forze di Polizia del Regno d'Italia (17 marzo 1861 - 21 aprile 1879)
Bandiera di bompresso militare per la Regia marina e per le componenti navali delle altre Forze Armate, dei Corpi Militarmente Organizzati, delle Forze di Polizia del Regno d'Italia (22 aprile 1879 - 10 giugno 1893)
Bandiera di bompresso militare per la Regia marina e per le componenti navali delle altre Forze Armate, dei Corpi Militarmente Organizzati, delle Forze di Polizia del Regno d'Italia (11 giugno 1893 - 11 giugno 1946)
Proposta di Bandiera di bompresso militare (recto) per la Regia marina e per le componenti navali delle altre Forze Armate, dei Corpi Militarmente Organizzati, delle Forze di Polizia del Regno d'Italia (30 novembre 1939 - 25 aprile 1943)
Bandiera di bompresso militare per la Marina militare, commerciale, peschereccia, da trasporto e compresi le navi, le imbarcazioni e i natanti da diporto della Repubblica Italiana (12 giugno 1946 - 19 giugno 1946)
Bandiera di bompresso militare per la Marina militare e per le componenti navali delle altre Forze Armate, dei Corpi Militarmente Organizzati, delle Forze di Polizia e del Corpo Nazionale dei Vigili del Fuoco della Repubblica Italiana (19 giugno 1946 - 29 novembre 1947)
Bandiera di bompresso militare (recto) per la Marina militare e per le componenti navali delle altre Forze Armate, dei Corpi Militarmente Organizzati, delle Forze di Polizia e del Corpo Nazionale dei Vigili del Fuoco della Repubblica Italiana (30 novembre 1947 - oggi)
Bandiera di bompresso militare (verso) per la Marina militare e per le componenti navali delle altre Forze Armate, dei Corpi Militarmente Organizzati, delle Forze di Polizia e del Corpo Nazionale dei Vigili del Fuoco della Repubblica Italiana (30 novembre 1947 - oggi)

#### Fiamma
La fiamma, detta anche pendente, (), è il distintivo di Comando delle Navi da Guerra e segnala che la nave sulla quale sventola è in servizio nella Marina del proprio governo ed è alzata all'estremità della maestra o dell'albero unico della nave. Essa non viene mai ammainata, a differenza della bandiera navale di navigazione, della bandiera di porto o della bandiera di bompresso, ad eccezione di alcuni casi. Per tradizione la sua lunghezza varia a seconda delle miglia percorse dalla nave durante il periodo di comando del Comandante della Nave, al quale viene poi donata dall'equipaggio, al termine del suo periodo di comando:

Fiamma per la Regia Marina e per le componenti navali delle altre Forze Armate, dei Corpi Militarmente Organizzati, delle Forze di Polizia del Regno di Sardegna (dal 15 aprile 1848 al 16 marzo 1861)
Fiamma per la Regia Marina e per le componenti navali delle altre Forze Armate, dei Corpi Militarmente Organizzati, delle Forze di Polizia del Regno d'Italia (dal 17 marzo 1861 al 4 giugno 1944)
Fiamma per la Regia Marina e per le componenti navali delle altre Forze Armate, dei Corpi Militarmente Organizzati, delle Forze di Polizia del Regno d'Italia (periodo luogotenenziale) (dal 5 giugno 1944 al 9 maggio 1946)
Fiamma per la Regia Marina e per le componenti navali delle altre Forze Armate, dei Corpi Militarmente Organizzati, delle Forze di Polizia del Regno d'Italia (dal 10 maggio 1946 all'11 giugno 1946)
Fiamma per la Marina militare e per le componenti navali delle altre Forze Armate, dei Corpi Militarmente Organizzati, delle Forze di Polizia e del Corpo Nazionale dei Vigili del Fuoco della Repubblica Italiana (dal 12 giugno 1946 al 19 giugno 1946)
Fiamma per la Marina militare e per le componenti navali delle altre Forze Armate, dei Corpi Militarmente Organizzati, delle Forze di Polizia e del Corpo Nazionale dei Vigili del Fuoco della Repubblica Italiana (dal 19 giugno 1946 al 29 novembre 1947)
Fiamma per la Marina militare e per le componenti navali delle altre Forze Armate, dei Corpi Militarmente Organizzati, delle Forze di Polizia e del Corpo Nazionale dei Vigili del Fuoco della Repubblica Italiana (dal 30 novembre 1947 ad oggi)

#### Bandiera di combattimento
La bandiera di combattimento, (), è quella che le navi da guerra alzano in battaglia. Essa è realizzata con tessuto di pregio e decorata con ricami, viene consegnata al Comandante dell'unità navale militare all'inizio della sua vita operativa con una cerimonia solenne. Durante l'intera vita di armamento dell'unità navale militare è custodita a bordo con cura particolare presso l'alloggio del comandante o in alcuni casi presso la santa barbara. Al passaggio in riserva dell'unità navale militare la bandiera di combattimento passa in consegna al Sacrario delle bandiere.

Bandiera di combattimento (recto) per la Marina militare e per le componenti navali delle altre Forze Armate, dei Corpi Militarmente Organizzati, delle Forze di Polizia e del Corpo Nazionale dei Vigili del Fuoco della Repubblica Italiana (30 novembre 1947 - oggi)
Bandiera di combattimento (verso) per la Marina militare e per le componenti navali delle altre Forze Armate, dei Corpi Militarmente Organizzati, delle Forze di Polizia e del Corpo Nazionale dei Vigili del Fuoco della Repubblica Italiana (30 novembre 1947 - oggi)

#### Altre bandiere
Segue un elenco delle bandiere istituzionali e militari del Regno d'Italia.
| | Bandiera nazionale delle navi da guerra Le versioni in dotazione alle unità variavano molto sia nel disegno che nei colori. |
| | Bandiera nazionale delle navi mercantili e civili                                                                           |
| | |
| | Bandiera di bompresso |
| Venne istituita con regio decreto del 22 aprile 1879 ed era issata a prua di ogni nave da guerra all'ancora. Era issata in navigazione solo nel caso in cui la nave avesse issato anche il gran pavese. La forma prevista dal decreto era quadrata, con le dimensioni dei bracci della croce e del bordo pari ad 1/5 del lato, ma la forma cambiò agli inizi del 1900 in rettangolare, di rapporto 5:6, con le dimensioni dei bracci e del bordo pari ad 1/8. La forma quadrata venne successivamente utilizzata come insegna del Comandante in capo delle Forze Navali in combattimento. | |
| | Bandiera di bompresso proposta nel 1943                                                                                     |
| Venne istituita con regio decreto n. 3107 del 25 aprile 1941. | |
| Fiamma | |
| | Stendardo reale ed imperiale                                                                                                |
| Era issato all'albero di maestra. | |
| | Insegna di viceré o governatore generale                                                                                    |
| | Gagliardetto dei reali principi                                                                                             |
| Era issato all'albero di maestra. | |
| | Bandiera distintivo del primo ministro, capo del governo (1927-1943)                                                        |
| Era issata all'albero di maestra. | |
| | Bandiera distintivo di ministro (eccettuati i ministri di Marina ed Aeronautica)                                            |
| | Bandiera distintivo del ministro della Marina (1868-1893)                                                                   |
| | Bandiera distintivo del ministro della Marina (1927-1946)                                                                   |
| | Bandiera distintivo del ministro dell'Aeronautica (1927-1946)                                                               |
| Vennero istituite con il foglio d'ordine 26 febbraio 1927. Erano issate all'albero di maestra per indicare la presenza a bordo del ministro della Marina, ed a prua di lance ed altro naviglio minore. Salutato con 19 colpi di cannone. | |
| | Bandiera distintivo del sottosegretario di Stato (eccetto sottosegretari di Marina ed Aeronautica)                          |
| | Bandiera distintivo del sottosegretario di Stato per la Marina                                                              |
| | Bandiera distintivo del sottosegretario di Stato per l'Aeronautica                                                          |
| Vennero istituite anch'esse con il foglio d'ordine del 26 febbraio 1927. Era issata all'albero di trinchetto per indicare la presenza a bordo del sottosegretario della Marina, ed a prua di lance ed altro naviglio minore. Salutato con 17 colpi di cannone. | |
| | Bandiera distintivo di governatore di colonia                                                                               |
| | Bandiera distintivo del luogotenente generale di Stato Maggiore in Albania                                                  |
| | |
| | Bandiera distintivo di ambasciatore                                                                                         |
| | Bandiera distintivo di inviato                                                                                              |
| | Bandiera distintivo di ministro residente                                                                                   |
| | |
| | Insegna di maresciallo d'Italia                                                                                             |
| | Insegna di grande ammiraglio                                                                                                |
| | Insegna di maresciallo dell'aria                                                                                            |
| Erano issate all'albero di maestra. | |
| | Insegna del capo di stato maggiore dell'Esercito                                                                            |
| | Insegna del capo di stato maggiore della Marina                                                                             |
| | Insegna del capo di stato maggiore dell'Aeronautica                                                                         |
| Istituite con il foglio d'ordine n. 78 del 19 marzo 1917, erano issate all'albero di trinchetto. Il numero delle stelle corrisponde al grado rivestito dal capo di stato maggiore. | |

| | Insegna di generale d'armata del Regio Esercito o di generale d'armata (corpi tecnici)            |
| | Insegna di ammiraglio d'armata                                                                    |
| | Insegna di generale d'armata aerea della Regia Aeronautica                                        |
| Erano issate all'albero di trinchetto. Le insegne precedenti, in uso dal 1868 al 1893, adottavano la bandiera nazionale con le stelle, bianche a sei punte, allineate sul campo verde.                                                                |                                                                                                   |
| | Bandiera di generale di corpo d'armata del Regio Esercito o di generale ispettore (corpi tecnici) |
| | Insegna di ammiraglio di squadra                                                                  |
| | Insegna di generale di squadra aerea della Regia Aeronautica                                      |
| Erano issate all'albero di maestra. |                                                                                                   |
| | Insegna di generale di divisione del Regio Esercito o di tenente generale (corpi tecnici)         |
| | Insegna di ammiraglio di divisione                                                                |
| | Insegna di generale di divisione aerea della Regia Aeronautica                                    |
| Erano issate all'albero di trinchetto. |                                                                                                   |
| | Insegna di generale di brigata del Regio Esercito o di maggiore generale (corpi tecnici)          |
| | Insegna di contrammiraglio                                                                        |
| | Insegna di generale di brigata della Regia Aeronautica                                            |
| Erano issate all'albero di maestra. |                                                                                                   |
| | Insegna di capitano di vascello comandante di divisione                                           |
| Era issata all'albero di maestra. |                                                                                                   |
| | Guidone distintivo di comandante superiore                                                        |
| Venne istituito con il foglio d'ordine dell'11 settembre 1913 ed issato all'albero di trinchetto per indicare, nel caso di più squadriglie riunite, l'unità comandata dall'ufficiale più anziano.                                                     |                                                                                                   |
| | Guidone distintivo del comandante di flottiglia di unità minori                                   |
| | Guidone distintivo del comandante di squadriglia di cacciatorpediniere                            |
| | Guidone distintivo del comandante di squadriglia di torpediniere                                  |
| | Guidone distintivo del comandante di squadriglia di sommergibili                                  |
| | Guidone distintivo del comandante di squadriglia di MAS                                           |
| | Distintivo di naviglio ausiliario                                                                 |
| | Distintivo del naviglio della Regia Guardia di Finanza                                            |
| | Disitintivo di naviglio addetto ai segnalamenti marittimi                                         |
| | Guidone per le navi postali                                                                       |
| | Guidone per le navi doganali                                                                      |
| | Guidone per il naviglio da diporto della Regia Marina                                             |
| | Bandiera distintivo del servizio piloti della Regia Marina                                        |
| Fu istituita con regio decreto del 20 settembre 1882. Era issata sull'albero di trinchetto del naviglio con a bordo piloti. Le bandiere che servivano a chiamare a bordo il pilota erano le bandiere nazionali (militari o civili) bordate di bianco. |                                                                                                   |
| | Bandiera distintivo delle navi ospedale della Regia Marina                                        |
| Fu istituita con regio decreto del 20 settembre 1882. Era issata sull'albero di trinchetto delle navi ospedaliere. |                                                                                                   |
| |                                                                                                   |
| | Insegna di comandante di stormo della Regia Aeronautica                                           |
| | Insegna di comandante di gruppo della Regia Aeronautica                                           |
| | Guidone di comandante di squadriglia della Regia Aeronautica                                      |
| |                                                                                                   |
| | Insegna del capo di stato maggiore della Milizia Volontaria per la Sicurezza Nazionale            |
| | Insegna del vice capo di stato maggiore della Milizia Volontaria per la Sicurezza Nazionale       |
| | Insegna di comandante generale della Milizia Volontaria per la Sicurezza Nazionale                |
| | Insegna di luogotenente generale della Milizia Volontaria per la Sicurezza Nazionale              |
| | Insegna di console generale della Milizia Volontaria per la Sicurezza Nazionale                   |

I corpi tecnici della Regia Marina e della Regia Aeronautica ebbero gli stessi vessilli dei gradi corrispondenti nel Regio Esercito. La Regia Marina modificò questa regola con foglio d'ordine n. 23 del 18 marzo 1944, usando lo sfondo blu Savoia con stelle bianche anziché gialle.
Segue un elenco delle bandiere istituzionali e militari della Repubblica Italiana.
| | Bandiera nazionale delle navi da guerra                                                                            |
| | Bandiera nazionale delle navi mercantili e civili                                                                  |
| | |
| | Bandiera di bompresso (fronte e retro)                                                                             |
| Istituita con decreto 30 novembre 1947 | |
| Fiamma | |
| Istituita con decreto 30 novembre 1947 | |
| | Stendardo presidenziale                                                                                            |
| Istituito con decreto 14 ottobre 2000 | |
| | Bandiera distintivo del presidente del Consiglio dei ministri                                                      |
| | |
| | Bandiera distintivo del ministro della difesa                                                                      |
| | Bandiera distintivo del sottosegretario della difesa                                                               |
| | |
| | Bandiera distintivo di ambasciatore                                                                                |
| | Bandiera distintivo di inviato                                                                                     |
| | |
| | Insegna del capo di stato maggiore della difesa                                                                    |
| | Insegna del capo di stato maggiore dell'Esercito o del capo di stato maggiore dell'Aeronautica Militare            |
| | Insegna del capo di stato maggiore della Marina Militare                                                           |
| | Insegna del comandante generale dell'Arma dei Carabinieri                                                          |
| | |
| | Insegna del comandante in capo delle forze navali in combattimento                                                 |
| | |
| | Insegna dell'ammiraglio della flotta della Regia Marina e di comandante della Squadra Navale della Marina Militare |
| | Insegna di generale di corpo d'armata o di squadra aerea con incarichi speciali                                    |
| | |
| | Insegna di generale di corpo d'armata o di squadra aerea con incarichi superiori                                   |
| | Insegna di ammiraglio di squadra                                                                                   |
| | Insegna di generale di corpo d'armata o di squadra aerea                                                           |
| | |
| | Bandiera distintiva per l'ordinario militare d'Italia                                                              |
| | Bandiera distintiva per il vicario militare generale per l'Italia                                                  |
| | |
| | Insegna di ammiraglio di divisione;                                                                                |
| è issata all'albero di maestra. | |
| | Bandiera di generale di divisione                                                                                  |
| | |
| | Insegna di contrammiraglio;                                                                                        |
| è issata all'albero di trinchetto. | |
| | Bandiera di generale di brigata;                                                                                   |
| è issata all'albero di maestra. | |
| | Insegna di capitano di vascello comandante di divisione;                                                           |
| è issata all'albero di maestra. | |
| | Guidone distintivo di comandante superiore;                                                                        |
| venne istituito con il foglio d'ordine dell'11 settembre 1913 ed issato all'albero di trinchetto per indicare, nel caso di più squadriglie riunite, l'unità comandata dall'ufficiale più anziano. | |
| | Guidone per comandante superiore ma di grado inferiore a capitano di vascello                                      |
| | Guidone distintivo del comandante di flottiglia di unità minori                                                    |
| | Guidone distintivo del comandante di squadriglia di cacciatorpediniere                                             |
| | Guidone distintivo del comandante di squadriglia di torpediniere                                                   |
| | Guidone distintivo del comandante di squadriglia di sommergibili                                                   |
| | Guidone distintivo del comandante di squadriglia di MAS                                                            |
| | Guidone per le navi postali                                                                                        |
| | Guidone del naviglio della Guardia di finanza                                                                      |
| | Guidone del naviglio dell'Arma dei Carabinieri                                                                     |